# 大川駅
大川駅（おおかわえき）は、神奈川県川崎市川崎区大川町にある、東日本旅客鉄道（JR東日本）・日本貨物鉄道（JR貨物）鶴見線（大川支線）の駅である。川崎市最南端の鉄道駅。
大川支線の終点である。駅番号はJI 61。

## 概要
旅客列車は平日でも朝晩のみの運行（7・8時台及び17 - 20時台：20 - 50分間隔）であり、日中は8時間ほど運行がない。2009年3月14日のダイヤ改正でさらに本数が減り、平日の本数は1桁になった。土日はさらに運行本数が減り、2025年現在は朝2本・夕方（18時台）1本の計3本のみとなっている。
国鉄時代の昭和50年代には日中も運行があり、土・休日でも1時間1 - 2本の運行があった。
なお、列車がない時間帯でも、武蔵白石駅から徒歩約15分でアクセス可能（武蔵白石駅構内に当駅への案内図がある）。
当駅が所属する大川支線は武蔵白石駅が起点であるが、現在は武蔵白石駅大川支線用ホームが撤去されているため、当駅を出た列車は武蔵白石駅を通過し、安善駅に停車する。このため「区間外乗車の特例」が設けられ、当駅と武蔵白石駅以遠（浜川崎駅方面）を行き来する場合、安善駅で途中下車しない限り武蔵白石駅で接続するものとして運賃を計算する。

## 歴史
- 1926年（大正15年）3月10日：鶴見臨港鉄道の貨物駅として開設[1]。
- 1930年（昭和5年）10月28日：旅客取扱開始[1]。
- 1943年（昭和18年）7月1日：鶴見臨港鉄道国有化に伴い、鉄道省鶴見線の駅となる[1]。
- 1971年（昭和46年）3月1日：無人駅化[1][2]。自動券売機を設置[3]。
- 1987年（昭和62年）4月1日：国鉄分割民営化に伴い、JR東日本・JR貨物の駅となる[1]。
- 2002年（平成14年）3月22日：ICカード「Suica」供用開始[4]。
- 2008年（平成20年）
  - 3月10日：この日の運行を最後に貨物列車発着が消滅。
  - 3月15日：ダイヤ改正に伴い貨物列車設定廃止。
- 2016年（平成28年）9月30日：自動券売機での切符販売、ICカードへのチャージ等を終了。

### 駅名の由来
駅名は日本初の製紙技師としていくつもの製紙会社を興し、「製紙王」と呼ばれた大川平三郎に因んでいる。開業当時大川が経営していた富士製紙は鶴見臨港鉄道が属する浅野財閥や、それを支援していた安田財閥に近い企業で、1933年に王子製紙（初代）に合併された。
また、一時期駅名を改称したと言う説もあり、1935年頃の鶴見臨港鉄道の路線図に日清駅の記載があったが、公式な記録では改称していない。

## 駅構造
単式ホーム1面1線を有する地上駅。駅舎及びホームは線路西側に配置されている。ホームに面した線路以外にも側線があるが、後述のとおり貨物扱いがなくなったため使用されていない。
無人駅。ホームの武蔵白石駅と反対側の端には、出札口しか無い木造の簡易な駅舎が設けられている。簡易Suica改札機が設置されている。
かつては首都圏最後の旧形国電クモハ12形が、単行で武蔵白石との間を行き来していた。1996年（平成8年）3月に103系3両編成に置換えられた際に、ホームが延長された。延長部分には鉄板が張られている。トイレは設置されていないが、かつては駅舎の横に男女共用の汲み取り式トイレが設置されていた。
駅構内の脇には桜の木があり、春の見頃を迎えると一斉に満開となり、利用者の目を楽しませてくれる。
当駅は川崎市内にあるが、JRの特定都区市内制度における「横浜市内」の駅として扱われる。

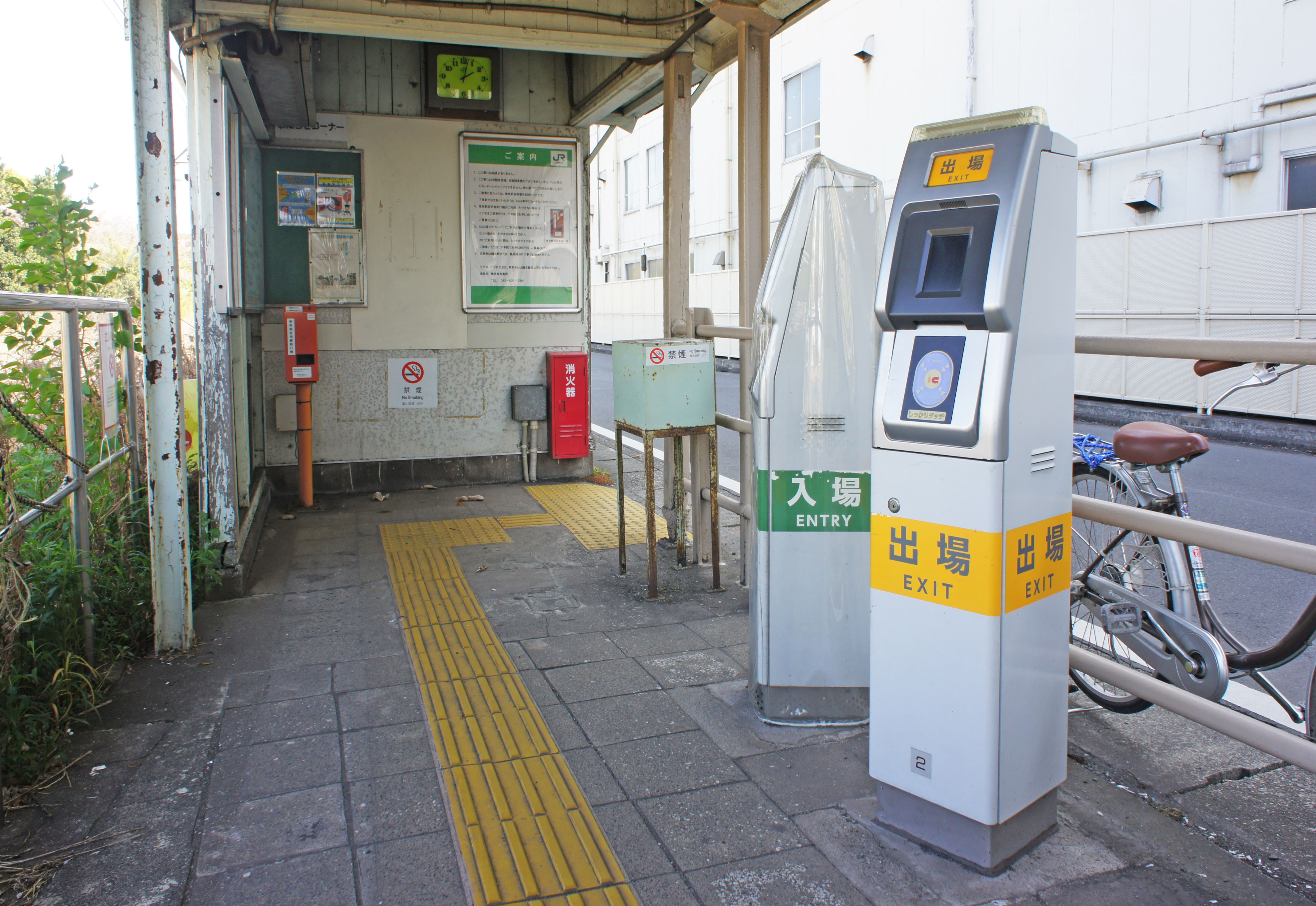
改札口（2022年4月）
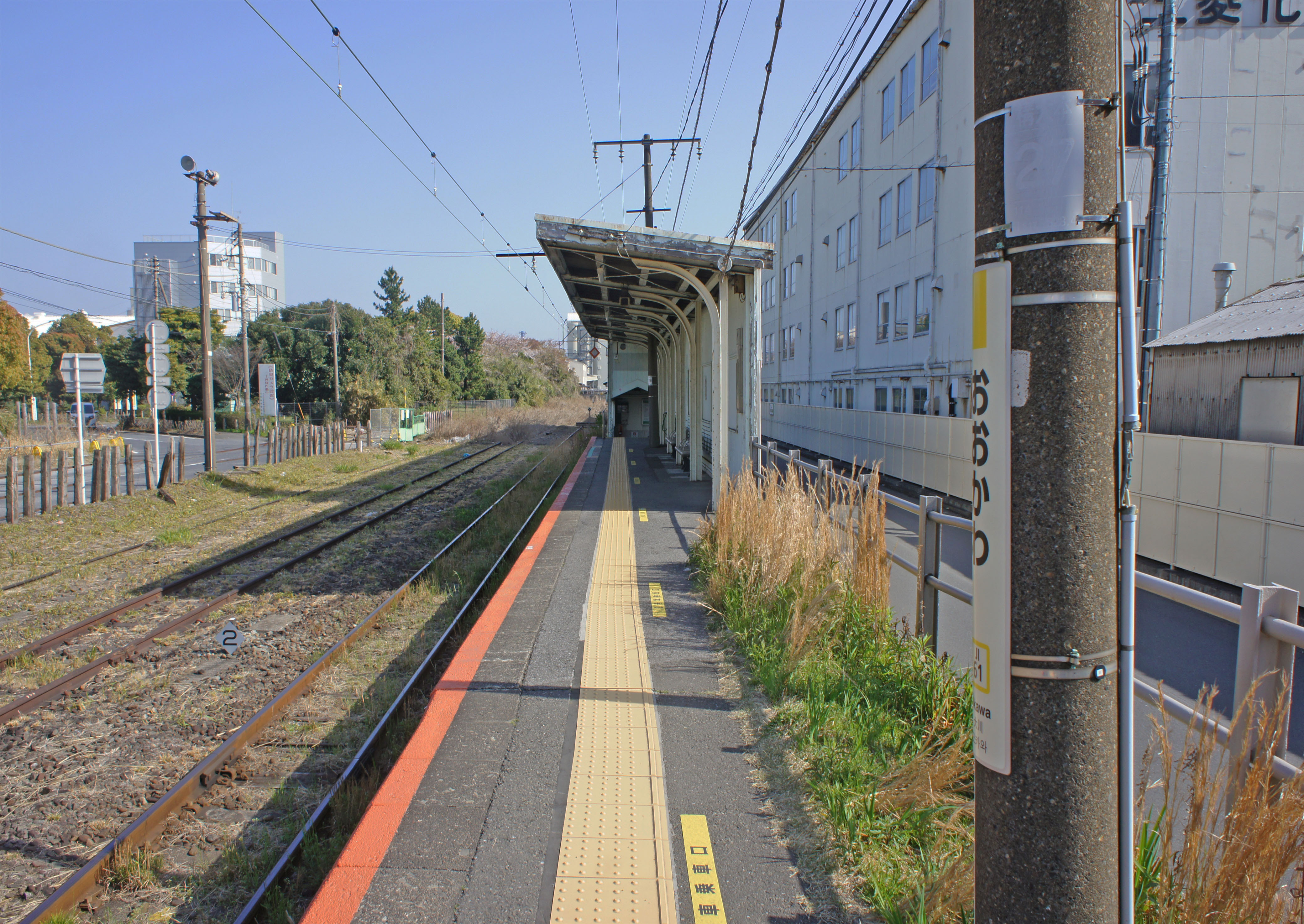
ホーム（2022年4月）
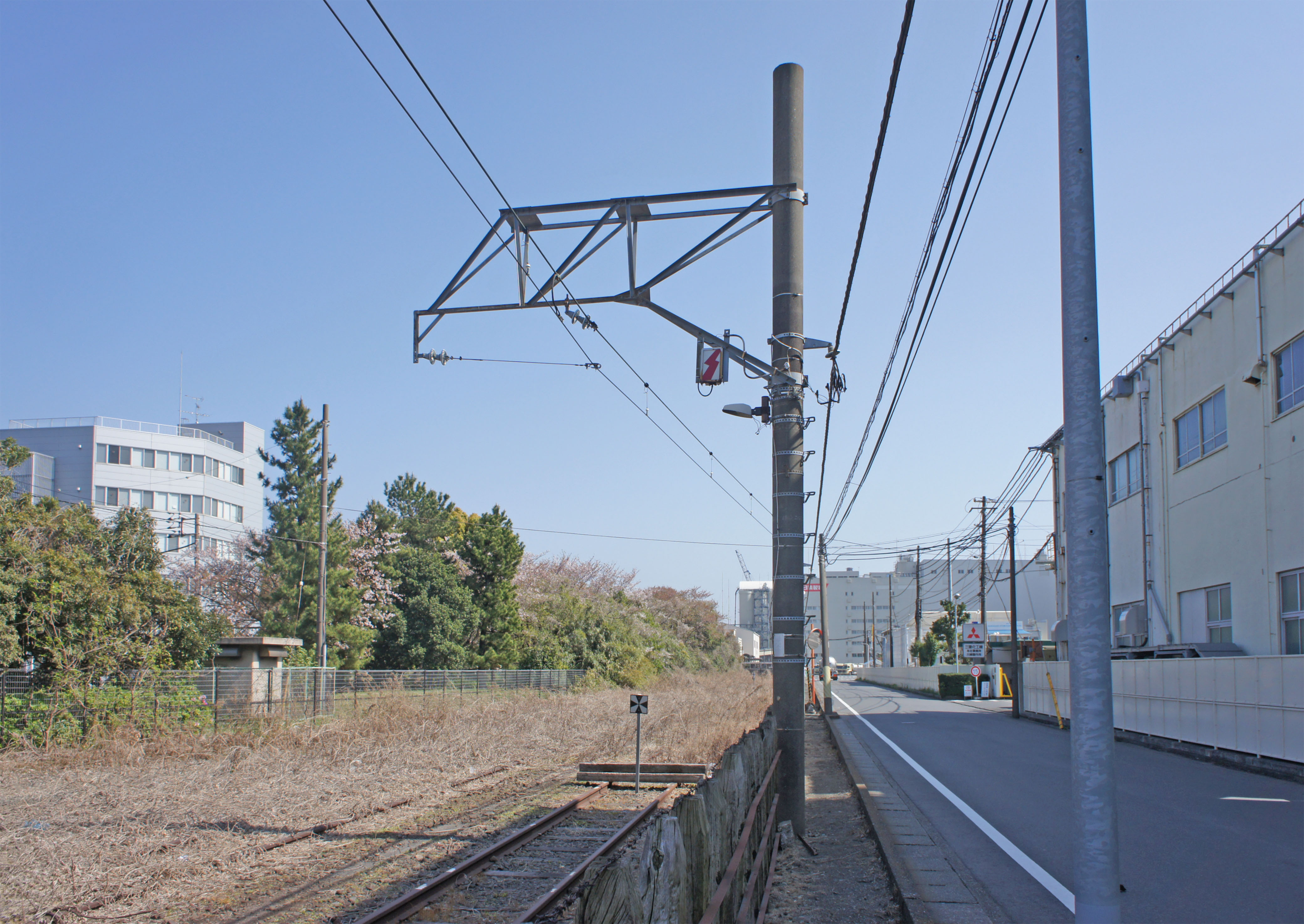
車止め（大川支線の終端）（2022年4月）

## 貨物取扱

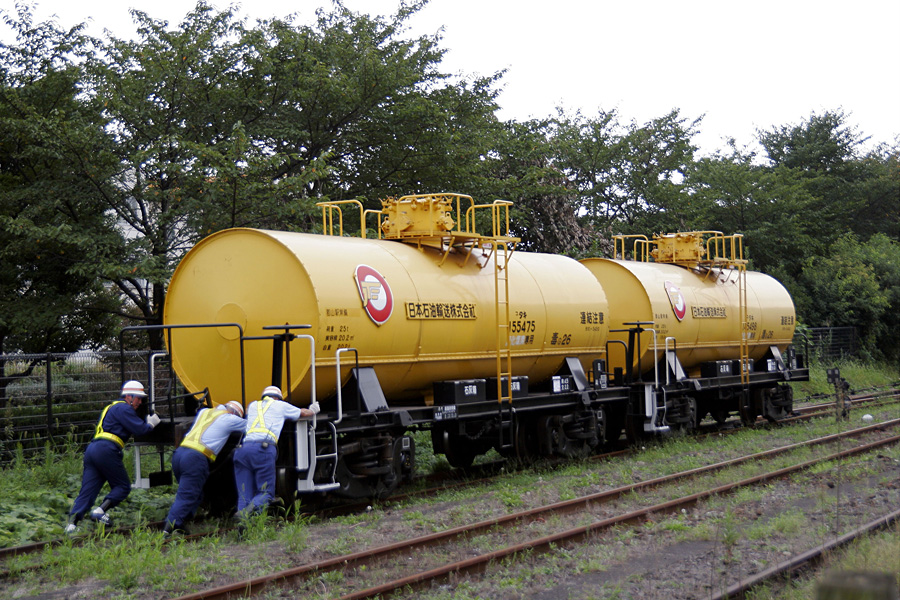
貨物取扱があった頃の手押しによる入替作業（2006年10月）

JR貨物の駅は、臨時車扱貨物取扱駅である。2008年（平成20年）3月15日ダイヤ改正で、貨物列車設定（末期は臨時専用貨物列車のみ）が廃止された。
列車設定廃止まで、旅客ホーム脇の側線から分岐し駅東側の昭和電工（現：レゾナック）川崎事業所へ至る専用線が存在した。液体塩素を積むタキ5450形が扇町駅から工場へ輸送されていた。末期は週に2・3回、1回につき2両程度到着があった。入換作業は、配線の都合上「手押し」で移動させると言う珍しい手法を取っていた。作業は神奈川臨海鉄道がJR貨物より受託して行っていた。貨車入換作業を間近に見ることの出来るスポットとして人気があった。
また、駅西側にある日清製粉鶴見工場へ至る専用線も存在した。同工場で生産された小麦粉の発送をタキ24700形を用いて輸送していたが、専用トラック輸送に順次切替えられ、1997年6月30日の岩沼駅への発送をもって廃止された。大川支線で大川駅を通り抜けた突き当りに穀物サイロが建てられているが、このサイロは2013年頃に建てられた新しいものながら、サイロの建っている位置自体は鉄道貨物輸送が行われていた頃と全く同じ位置に建てられている。最盛期には、高崎駅、宇都宮駅、館林駅などの駅に隣接する工場へ、ホキ2200形を使用する穀物輸送も行われていた。

## 利用状況

### JR東日本
2008年度の1日平均乗車人員は1,009人である。
乗車人員の推移は以下の通り。電車運行は通勤時間帯のみ、１時間に1～2本程度である（2025年現在）。
| 年度               | 1日平均 乗車人員 | 出典       |
| ------------------ | ---------------- | ---------- |
| 1995年（平成07年） | 1,223            |            |
| 1996年（平成08年） | 1,010            | [ 川崎 2 ] |
| 1997年（平成09年） | 1,018            | [ 川崎 2 ] |
| 1998年（平成10年） | 1,055            | [ 川崎 2 ] |
| 1999年（平成11年） | 1,013            | [ 川崎 2 ] |
| 2000年（平成12年） | 957              | [ 川崎 2 ] |
| 2001年（平成13年） | 975              | [ 川崎 3 ] |
| 2002年（平成14年） | 958              | [ 川崎 3 ] |
| 2003年（平成15年） | 895              | [ 川崎 3 ] |
| 2004年（平成16年） | 870              | [ 川崎 3 ] |
| 2005年（平成17年） | 946              | [ 川崎 3 ] |
| 2006年（平成18年） | 965              | [ 川崎 1 ] |
| 2007年（平成19年） | 965              | [ 川崎 1 ] |
| 2008年（平成20年） | 1,009            | [ 川崎 1 ] |

- 無人駅は正確な数が把握できないとして、2009年（平成21年）以降非公表となった[川崎 1]。

### JR貨物
近年の年間発着トン数は下記の通り。
| 年度   | 発送トン数 | 到着トン数 | 出典           |
| ------ | ---------- | ---------- | -------------- |
| 1999年 | 966        | 3,864      | [ 神奈川県 1 ] |
| 2000年 | 532        | 3,556      | [ 神奈川県 2 ] |
| 2001年 | 749        | 2,940      | [ 神奈川県 3 ] |
| 2002年 | 735        | 2,996      | [ 神奈川県 4 ] |
| 2003年 | 805        | 3,164      | [ 神奈川県 5 ] |
| 2004年 | 1,554      | 6,048      | [ 神奈川県 6 ] |
| 2005年 | 1,393      | 5,600      | [ 神奈川県 7 ] |
| 2006年 | 1,540      | 6,188      | [ 神奈川県 8 ] |
| 2007年 | 1,435      | 5,628      | [ 神奈川県 9 ] |

## 駅周辺
- 日清製粉鶴見工場
- レゾナック川崎事業所
- 三菱化工機本社・川崎製作所
- 大川町産業会館
- 大川工業団地
- 大川緑道公園

### バス路線
駅から100mほどの所にある、「日清製粉前」が最寄りのバス停。
| 運行事業者       | 系統・行先                               | 備考                                                                                                  |            |
| 日清製粉前       | 日清製粉前                               | 日清製粉前                                                                                            | 日清製粉前 |
| ---------------- | ---------------------------------------- | --- | ---------- |
| 川崎鶴見臨港バス | 川27：大川町工業団地(日清製粉前)・川崎駅 | 川崎駅方面のバスを当停留所を越えて 利用する場合は、20m離れた「川崎 駅前行き乗り場」へ行く必要がある。 |            |

## 隣の駅
東日本旅客鉄道（JR東日本）
 鶴見線（大川支線）
安善駅 (JI 06) - （武蔵白石駅〔JI 07〕※） - 大川駅 (JI 61)
※：武蔵白石駅は大川支線用ホームが無いため大川支線直通列車は全列車通過する。